# ProLiant
ProLiant es una marca de hardware para servidores que originalmente fue desarrollada y comercializada por Compaq. Después de que Compaq se fusionó con Hewlett-Packard (HP), HP retiró su marca Netserver en favor de la marca ProLiant. La marca es actualmente comercializada por Hewlett Packard Enterprise. Los sistemas HP ProLiant lideraron el mercado de servidores x86 en términos de unidades e ingresos durante el primer trimestre de 2010.
Después de que Compaq se fusionara con HP en 2002, HP retiró su marca NetServer en favor de la marca ProLiant. Los sistemas HP ProLiant lideraron el mercado de servidores x86 en términos de unidades e ingresos durante el primer trimestre de 2010. HPE ahora posee la marca ProLiant después de que HP se dividiera en dos compañías separadas en 2015.
Los servidores HP/HPE ProLiant ofrecen muchas funciones de servidor avanzadas, como fuentes de alimentación redundantes, administración fuera de banda con iLO o Lights-out 100, componentes intercambiables en caliente y sistemas de hasta 8 sockets.

## Historia
La serie ProLiant de servidores fue lanzada originalmente en 1993 por Compaq para reemplazar su antigua línea de servidores SystemPro en el segmento de gama alta. La gama media de SystemPro fue reemplazada por la línea ProSignia de servidores y PC empresariales. Las marcas de servidores ProLiant y ProSignia coexistieron hasta que esta última se discontinuó en el año 2000.

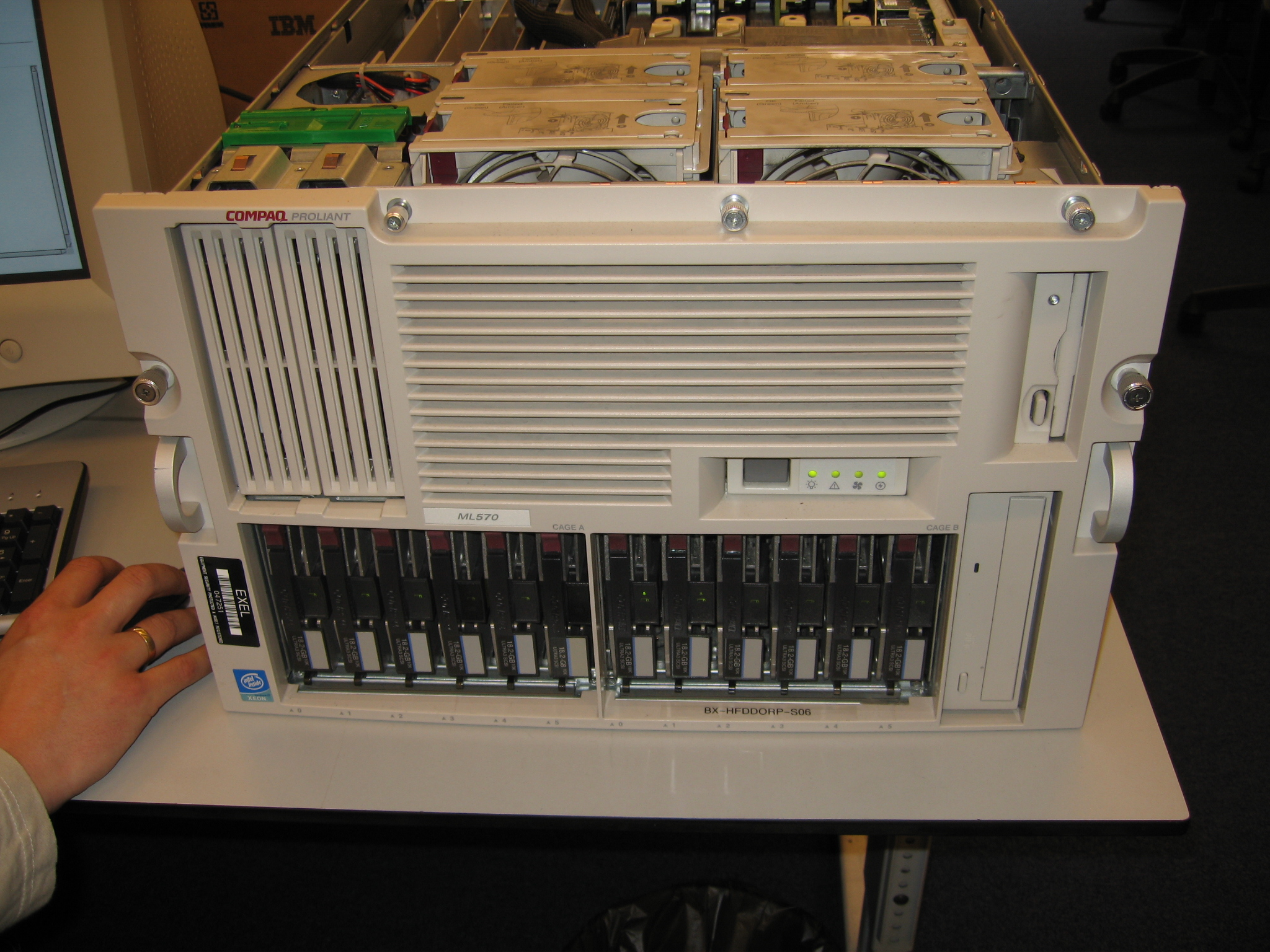
Compaq ProLiant ML570

El 31 de enero de 2000, Compaq presentó las líneas de servidores ProLiant ML y DL como parte de una reestructuración de su línea existente de servidores ProLiant en dos líneas independientes para satisfacer las diferentes necesidades del mercado de servidores. La línea ML (Modular Line) presenta un diseño modular diseñado para maximizar la expansión del sistema, mientras que la línea DL (Density Line) consta de servidores potentes y de densidad optimizada, diseñados para su uso en rack. Aunque no se les conoce oficialmente como tales, esta generación de servidores ProLiant también se conoce como "Gen1". Los servidores ProLiant "Gen2" fueron producidos por Compaq entre 2001 y 2002.
En mayo de 2002, Compaq fue adquirida por HP. Como parte de la fusión con Compaq ese año, HP descontinuó su línea de servidores NetServer, producida el mismo año en que se lanzaron los servidores ProLiant a principios de la década de 1990, en favor de la línea de servidores ProLiant de Compaq. La fusión de 2002 también incorporó otros productos fabricados u ofrecidos por Compaq en aquel momento, como la línea de servidores NonStop (anteriormente propiedad de Tandem Computers, Inc. y posteriormente lanzada por Compaq en 1997), la línea de computadoras personales Presario y la línea iPAQ de asistentes digitales personales (PDA).

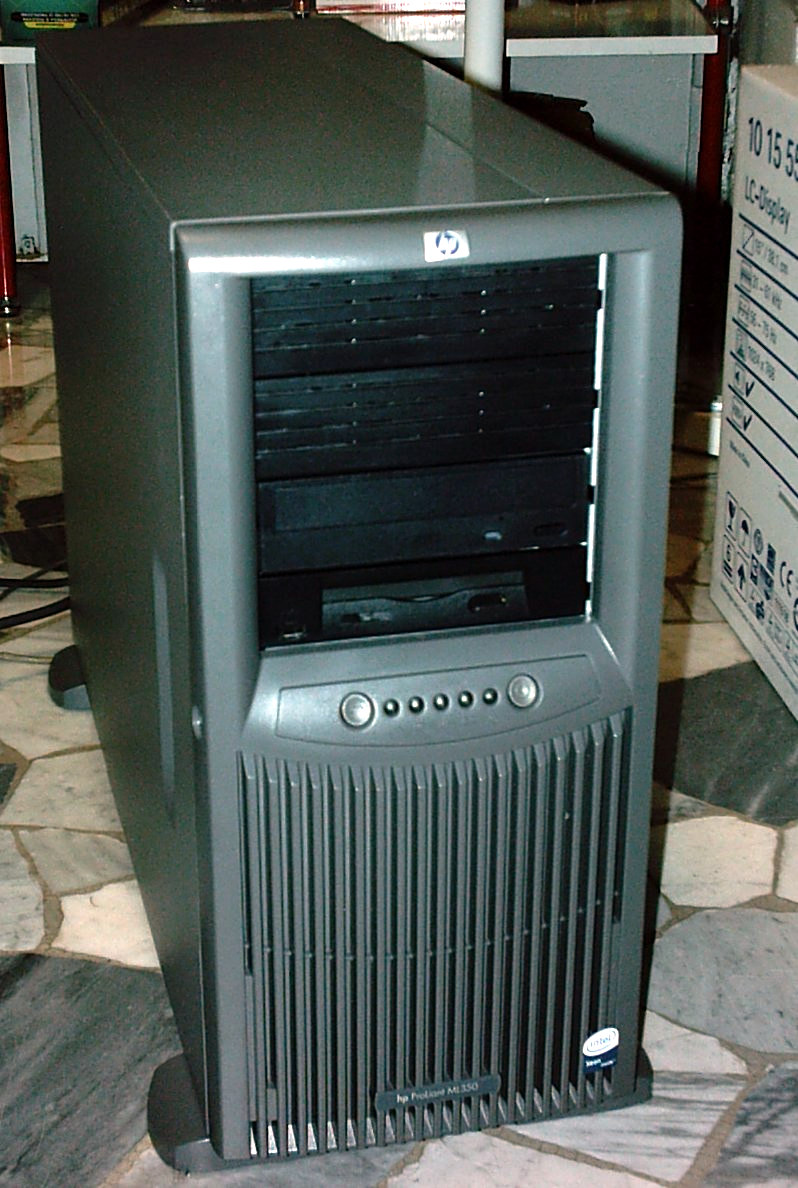
HP ProLiant ML350 G4

Tras la fusión de Compaq y HP en 2002, HP fabricó los servidores ProLiant "Gen2", que reemplazaron el software y las herramientas de Compaq por los de HP. Durante el resto de la década de 2000 y hasta principios de la de 2010, se fabricaron los servidores ProLiant Gen3, Gen4, Gen5, Gen6 y Gen7.
En febrero de 2012, HP anunció el ProLiant Gen8.  En julio de 2013, HP anunció un nuevo servidor blade ProLiant: el HP Moonshot Server.
El ProLiant DL580 Gen8 se ha descrito como una "generación intermedia" entre Gen8 y Gen9. Incorpora algunas de las nuevas características introducidas en Gen9, principalmente la disponibilidad de una opción de arranque UEFI.
A partir del 28 de agosto de 2014, la serie HP ProLiant Gen9 estuvo disponible con chipset Intel Haswell y memoria DDR4. Los primeros fueron el servidor HP ProLiant ML350 Gen9 y el blade HP ProLiant BL460c Gen9. Los servidores de esta generación son compatibles con BIOS y UEFI.
El 1 de noviembre de 2015, HP se dividió en dos empresas independientes: HP Inc. y HPE. Como parte de la división, HPE heredó la línea de servidores ProLiant de la HP original, junto con algunos otros productos, como la línea de servidores NonStop, originalmente producida por Tandem Computers, Compaq y la HP original.
A partir del cuarto trimestre de 2017, los servidores HPE ProLiant Gen10 también en noviembre de 2017, HPE amplió su gama Gen10 para incluir procesadores AMD EPYC, que utilizan arquitecturas de precio por núcleo de EPYC, lo que promete una reducción del 50 % en el coste por máquina virtual (VM).
En abril de 2021, HPE presentó la línea de servidores ProLiant Gen10 Plus, basados en procesadores escalables Intel Xeon de tercera generación. Equipados con capacidades PCIe Gen4, los servidores HPE ProLiant DGen10 Plus ofrecen velocidades de transferencia de datos mejoradas y mayor velocidad de red.
En noviembre de 2022, HPE presentó la línea de servidores ProLiant Gen11, compatible con diversas arquitecturas, incluyendo procesadores AMD EPYC de cuarta generación y procesadores escalables Intel Xeon de cuarta generación.
En el cuarto trimestre de 2024, HPE presentó la línea de servidores ProLiant Gen12, que incorpora las tecnologías de IA de última generación de HPE y Nvidia. Incorpora un superchip NVIDIA GH200 NVL2 con 1,2 TB de memoria unificada para acelerar las cargas de trabajo de IA.

## Líneas de productos

### Línea Modular (ML)
Los modelos de servidor ML están basados en torre. Apuntan hacia la máxima capacidad de expansión. 

### Línea de densidad (DL)
Los modelos de servidor DL están basados en bastidor. Apuntan hacia un equilibrio entre densidad y potencia informática. 

#### Modelos disponibles a través de generaciones de productos.
| Modelo | Generación de producto | Generación de producto | Generación de producto | Generación de producto | Generación de producto | Generación de producto | Generación de producto | Generación de producto | Generación de producto | Generación de producto |
| ------ | ---------------------- | ---------------------- | ---------------------- | ---------------------- | ---------------------- | ---------------------- | ---------------------- | ---------------------- | ---------------------- | ---------------------- |
|        | 1                      | 2                      | 3                      | 4 4                    | 5 5                    | 6 6                    | 7 7                    | 8                      | 9 9                    | 10                     |
| DL20   |                        |                        |                        |                        |                        |                        |                        |                        | X                      | X                      |
| DL60   |                        |                        |                        |                        |                        | X                      |                        |                        | X                      |                        |
| DL80   |                        |                        |                        | X                      |                        | X                      |                        |                        | X                      |                        |
| DL100  |                        | X                      |                        | X                      |                        |                        |                        |                        | X                      |                        |
| DL120  |                        |                        |                        |                        | X                      | X                      | X                      |                        | X                      |                        |
| DL140  | X                      | X                      | X                      |                        |                        |                        |                        |                        |                        |                        |
| DL145  | X                      | X                      | X                      |                        |                        | X                      |                        |                        |                        |                        |
| DL160  |                        |                        |                        |                        | X                      | X                      |                        | X                      | X                      | X                      |
| DL165  |                        |                        | X                      |                        | X                      | X                      | X                      |                        |                        |                        |
| DL180  | X                      |                        |                        |                        | X                      | X                      |                        |                        | X                      | X                      |
| DL185  | X                      | X                      |                        |                        | X                      |                        |                        |                        |                        |                        |
| DL320  | X                      | X                      | X                      | X                      | X                      | X                      |                        | X                      |                        |                        |
| DL325  |                        |                        |                        |                        |                        |                        |                        |                        |                        | X                      |
| DL360  | X                      | X                      | X                      | X                      | X                      | X                      | X                      | X                      | X                      | x                      |
| DL365  |                        |                        |                        |                        | X                      |                        |                        |                        |                        |                        |
| DL370  |                        | X                      | X                      | X                      | X                      | X                      | X                      | X                      | X                      |                        |
| DL380  | X                      | X                      | X                      | X                      | X                      | X                      | X                      | X                      | X                      | x                      |
| DL385  | X                      | X                      |                        |                        | X                      | X                      | X                      | X                      |                        | X                      |
| DL560  | X                      |                        |                        |                        |                        |                        |                        | X                      | X                      | x                      |
| DL580  | X                      | X                      | X                      | X                      | X                      |                        | X                      | X                      | X                      | X                      |
| DL585  | X                      | X                      |                        |                        | X                      | X                      | X                      |                        |                        |                        |
| DL740  | X                      |                        |                        |                        |                        |                        |                        |                        |                        |                        |
| DL760  | X                      | X                      |                        |                        |                        |                        |                        |                        |                        |                        |
| DL785  |                        |                        |                        |                        | X                      | X                      |                        |                        |                        |                        |
| DL900  |                        |                        |                        |                        |                        |                        |                        |                        | X                      |                        |
| DL980  |                        |                        | X                      |                        |                        |                        | X                      |                        |                        |                        |
| DL1000 | X                      |                        |                        |                        |                        |                        |                        |                        |                        |                        |
| DL2000 |                        |                        |                        |                        | X                      |                        | X                      |                        | X                      |                        |

### Línea escalable (SL)
Los modelos de servidor SL están basados en bastidor. Estos modelos se utilizan principalmente en centros de datos y entornos donde se desea un máximo de potencia informática. 

### Líneablade(BL)
Los modelos de servidor BL están basados en gabinetes. Están hechos especialmente para su uso en un recinto de blade y no se pueden usar sin ellos. Los sistemas Blade apuntan hacia la máxima densidad y capacidad de administración en un espacio de rack limitado. 
Hay dos modelos de gabinetes blade: gabinete HPE BladeSystem c3000 (8 bahías para blades) y gabinetes HPE BladeSystem c7000 (16 bahías para blades). 
Una ventaja de los gabinetes HP/HPE blade en comparación con los competidores (como IBM Blade Systems) ha sido que los gabinetes de generaciones anteriores han sido capaces de acomodar servidores BL de nueva generación simplemente actualizando el firmware para OA en el gabinete (Administrador integrado). Sin embargo, las mejoras en el plano posterior del gabinete en los gabinetes de nueva generación han permitido capacidades de E/S más rápidas (como adaptadores y conmutadores Ethernet de 10 Gbit/s e Infiniband). El diseño físico de los gabinetes no ha cambiado desde las primeras versiones (aparte de la pantalla LCD más grande en el frente en comparación con los gabinetes de primera generación, y las nuevas cubiertas de plástico y la marca HPE en los gabinetes de tercera generación). 

### ProLiant MicroServer
La línea de productos HPE ProLiant MicroServer corresponde a los servidores de nivel de entrada, baja potencia, compactos y asequibles destinados a pequeñas empresas, oficinas domésticas o computación periférica. Ofrecen componentes actualizables por el usuario y fácil acceso a los discos duros. Existe la opción de comprar el servidor con ClearOS instalado para que los usuarios puedan habilitar las aplicaciones a través de una GUI web fácil de usar con un mínimo esfuerzo. 

## Detalles
Los servidores ProLiant están separados en cuatro líneas de productos principales: ML, DL, BL y SL, que generalmente denotan factor de forma. La línea ProLiant ML comprende servidores basados en torre (convertibles en montaje en bastidor) con capacidad para expansión interna de discos e interconexiones, mientras que la línea DL comprende servidores de montaje en bastidor de uso general. La línea BL comprende servidores Blade que se ajustan al HP BladeSystem, y la línea SL comprende servidores densos de montaje en bastidor para entornos de escala horizontal. La línea de productos MicroServer se dirige a pequeñas empresas y hogares. 
Los servidores ProLiant también se dividen en varias series que denotan la configuración del procesador. Las series 100, 200, 300 y 400 comprenden sistemas con capacidad de socket único y doble, las series 500 y 600 comprenden sistemas con capacidad de quad socket, y las series 700 y 900 comprenden sistemas con capacidad de ocho socket. La serie 900 también incluye ocho zócalos, que admiten hasta 80 núcleos de CPU y hasta 4 TB de RAM. 
Los modelos con un '0' en el último dígito usan procesadores Intel, mientras que los modelos con un '5' en el último dígito usan procesadores AMD.
ProLiant forma parte de los sistemas convergentes de HP, que utilizan una arquitectura de infraestructura convergente común para productos de servidor, almacenamiento y redes. Diseñado para admitir entre 50 y 300 máquinas virtuales, el HP ConvergedSystem 300 está configurado con servidores ProLiant. Un administrador del sistema puede administrar servidores ProLiant usando HP OneView para la administración de infraestructura convergente. HP también proporciona a los controladores un software para administrar servidores como Management Component Pack que incluye la utilidad de configuración en línea hp (hponcfg), el servicio de administración sin agente amsd, el administrador de almacenamiento inteligente (SSA) ssa, el administrador de almacenamiento inteligente (SSA) CLI ssacli y el diagnóstico de administrador de almacenamiento inteligente Utilidad (SSADU) ssaducli CLI.

### Cronograma
En febrero de 2012, HP anunció la generación 8 de ProLiant. En julio de 2013, HP anunció un nuevo ProLiant basado en el servidor Blade, el servidor HP Moonshot. 
DL580 Gen8 es una "generación media" entre Gen8 y Gen9. Este servidor tiene algunas de las nuevas características introducidas en Gen9, principalmente hay una opción de arranque UEFI disponible. 
A partir del 28 de agosto de 2014, HP comenzó a producir la serie Gen9 de servidores basados en el chipset Intel Haswell y la memoria DDR4. Primero fueron el servidor HP ProLiant ML350 Gen9 y HP ProLiant BL460c Gen9 Blade. Los servidores de esta generación admiten BIOS y UEFI. 
A partir del 4T 2017 servidores Gen10 disponibles. Ese año, en noviembre, HPE amplió su gama Gen10 para incluir procesadores AMD EPYC a una economía más profunda en la virtualización de servidores utilizando la impresionante arquitectura de precio por núcleo de EPYC que afirma reducir el costo por máquina virtual (VM) en un 50%.

### Causas de error en servidor
- ERRORES DE MEMORIA:

ECC avanzada / Advanced ECC with hot-add support / Online spare with Advanced ECC / Multi-Board mirrored memory with Advanced ECC / Fatal DMA Error / Fatal Global Protocol Error / Se han encontrado tipos de memoria no válidos en el mismo nodo. Verifique la compatibilidad con DIMM – Es probable que no puedan utilizarse algunos DIMM / Node Interleaving disabled – Invalid memory configuration / Parity Check 2 – System DIMM Memory / 172-1-Configuration Non-volatile Memory Invalid / Memory Address Error / 
- ERROR DE VENTILACIÓN:

Fan Solution Not Fully Redundant / Fan Solution Not Sufficient / High Temperature Condition detected by Processor X
- ERROR GENERICO:

Fatal Global Protocol Error / 209-RAID Memory Configuration / 209-Mirror Memory Configuration.
Los pitidos de placa que genera la BIOS nos ayuda a identificar el problema, se trata de un breve test de componentes que realiza la placa base antes de iniciar.
Mientras que en la pantalla la veremos todo en negro y un mensaje de POST, si no vemos nada entonces el problema puede tratarse de la memoria RAM o placa base.